# Робърт Якоб Гордън
Робърт Якоб Гордън (на нидерландски: Robert Jacob Gordon) е нидерландки офицер, колонизатор, художник, лингвист, изследовател на Африка.

## Биография

### Произход и младежки години (1743 – 1772)
Роден е на 29 септември 1743 година в Дусбург, провинция Гелдерланд, Нидерландия, в семейството на шотландеца генерал-майор Якоб Гордън. През 1753 г., едва 10-годишен, Робърт е записан в холандския драгунски кадетски корпус. През 1759 г. постъпва в университета в Хардервейк, специалност хуманитарни науки, където се проявява неговият изключителен интелект и разностранни интереси. След завършване на университета постъпва на работа в Холандската източноиндийска компания, която през 1772 г. го изпраща в Южна Африка.

### Експедиционна дейност (1772 – 1779)
През 1772 – 1773 и 1774 г. предприема първите експедиции в югозападната част на днешната територия на Република Южна Африка, главно в района на Кейптаун.
След това за около три години отново пътува по различни задачи на Холандската източноиндийска компания до 1777 г., когато окончателно се установява в Кейптаун.
От 6 октомври до 8 март 1778 г. прави своята най-голяма експедиция, по време на която са открити и опознати големи територии от Южна Африка. Тръгва от Кейптаун на североизток, пресича платото Голямо Кару, планината Снеевберген (2499 м), ограждаща го от север и открива горното течение на Оранжевата река в най-южната ѝ точка. Оттам се спуска по нея и на 23º 40` и.д. открива устието на най-големия ѝ десен приток – река Ваал.
През 1779 г. в нова експедиция, в която взема участие и англичанинът Уилям Патерсън в ролята на топограф, посещава устието на Оранжевата река и след това изследва и картира долното ѝ течение на протежение от 850 км. Една година преди това, през 1778 г. Патерсън прониква на изток от река Грейт Фиш и събира ценни географски и естественоисторически материали за африканските племена банту. Неговата дейност е особено полезна за картографите, които на базата на астрономическите определения на координатите на редица пунктове по време на пътуването успяват да съставят сравнително точна карта на района. Своите впечатления и наблюдения излага в излязлата от печат в Лондон през 1789 г. книга „Разказ за четирите пътешествия в страната на хотентотите и Кафрария“.

### Следващи години (1779 – 1795)
В следващите години Гордън предприема още няколко пътувания в Южна Африка, като изследва и колонизира за холандците огромни територии. Въвежда отглеждането на породата овце „меринос“, а през 1786 г. открива последния падран (каменен стълб с барелефи, изобразяващи кралския герб) поставен през 1487 г. от Бартоломео Диаш.
На 25 октомври 1795 година се самоубива в дома си в Кейптаун на 52-годишна възраст.